# Черков Володимир Васильович
Володимир Васильович Черков (1905, місто Кустанай, тепер Костанай, Казахстан — 22 серпня 1952, місто Сімферополь, тепер Автономна Республіка Крим) — радянський і партійний діяч, секретар Кримського обкому ВКП(б). Депутат Кримської обласної ради.

## Життєпис
Народився в родині робітника. З 1921 по 1934 рік служив в органах ВЧК—ОДПУ СРСР.
Член РКП(б) з 1924 року.
У 1934—1938 роках — секретар партійного комітету Челябінського металургійного заводу імені Серго Орджонікідзе.
У 1941 році закінчив Промислову академію імені Сталіна.
У 1941—1943 роках — партійний організатор (парторг) ЦК ВКП(б) на Челябінському металургійному заводі імені Серго Орджонікідзе.
У 1943—1945 роках — завідувач відділу Челябінського обласного комітету ВКП(б).
У 1945—1947 роках — секретар Челябінського міського комітету ВКП(б).
У 1947—1949 роках — інструктор ЦК ВКП(б).
У серпні 1949 — 22 серпня 1952 року — секретар Кримського обласного комітету ВКП(б).
Помер 22 серпня 1952 року.

## Нагороди
- орден Червоної Зірки (6.04.1945)
- ордени
- медалі